# Sedum napiferum
Sedum napiferum là một loài thực vật có hoa trong họ Crassulaceae. Loài này được Peyr. miêu tả khoa học đầu tiên năm 1859.